# Élisabeth Daldoul
Élisabeth Daldoul, née en 1961 à Nantes, est une éditrice franco-tunisienne.

## Biographie
Élisabeth Daldoul naît à Nantes, en 1961, fille d'un Palestinien et d'une Française. Elle grandit à Dakar, où vit depuis des décennies la famille de son père. Sa scolarité y a lieu à l'Institution Jeanne-d'Arc, avant qu'elle ne la poursuive à l'École supérieure de réalisation audiovisuelle en France ; elle est ainsi élevée dans trois cultures : européenne, africaine et arabe,.
Elle devient enseignante puis journaliste pour Radio France internationale,, avant de s'installer à Tunis et de s'y marier à un Tunisien. Sa belle-mère française, Monique Daldoul (morte en 2015), a longtemps dirigé la librairie Clairefontaine, dont l'établissement initial était situé dans le centre de la capitale tunisienne, rue d'Alger, à deux pas de la gare, de l'ambassade de France ou encore du lac de Tunis. Elle travaille à Tunis comme libraire puis comme enseignante de français.
En 2005, elle y crée une maison d'édition, les éditions Elyzad, publiant des ouvrages de fiction, écrits par des auteurs du pourtour méditerranéen, dont des ouvrages primés,,, avec des auteurs tels que Cécile Oumhani, Ali Bécheur, Yamen Manaï, Karim Kattan, Émilienne Malfatto (pour son premier roman Que sur toi se lamente le Tigre, Prix Goncourt du premier roman en 2021), ou encore Mbarek Ould Beyrouk.